# فيزياء فلكية الحسابية
فيزياء فلكية الحسابية (بالإنجليزية: Computational astrophysics)‏ هي  مجموعة من أساليب وأدوات حاسوبية التي تم تطويرها من أجل استخدامها في الأبحاث الفيزياء الفلكية.
و من مجالات الفيزياء الفلكية التي تعتمد على الأساليب الحسابية: الهيدروديناميكا المغنطيسية، والنقل الإشعاعي الفلكي، والديناميكيات (الحركات) النجمية والمجرية، وديناميكيات الموائع الفلكية 

## الأبحاث
في ظل هذا التطور في وسائل الحساب أصبح العديد من العلماء الآن يستخدمون أجهزة الكمبيوتر في تحرير أبحاثهم وهذا ما لاحظناه من خلال تزايد في عدد فروع الفيزياء الفلكية التي تضم  مجموعات بحثية كرست خصيصا من أجل دراسة في الفيزياء الفلكية الحسابية ومن المبادرات البحثية الهامة لل US Department of Energy (DoE) بالتعاون SciDAC للفيزياء الفلكية وحاليا التعاون الاوروبيAstroSim برز مشروع وهو عبارة عن الاتحاد دولي Virgo الذي يهتم بدراسة الكوزمولوجيا (أي علم الكونيات)
في اوت 2015  تم تأسيس وكالة C.B1 للعلوم فيزياء الفلكية الحاسوبية اثناء انعقاد مؤتمر الدولي للاتحاد الفلكي كما تم الإقرار بأهمية الاكتشافات الفلكية عن طريق الحاسوب
تعتمد فيزياء الفلكية الحاسوبية على تقانيات هامة وهي (PIC) أو (ج ف خ) جسيمات في خلية التي لها علاقة مع (PM)أو (ش ج) شبكة الجسيمات والمحاكات المركب n وأيضا طريقة مونت كارلو إضافة إلى الشبكة الحرة  (مثال (SPH) أو (ه ج م)أي هيدروديناميكا الجسيمات الملساء) واساليب شبكة القاعدية للموائع كما يتم استخدام أيضا اساليب التحليل العددي ODEs و PDEs
إن للمحاكات التدفق للفيزياء الفلكية اهمية كبيرة في تحقيق نفس الاهداف وعمليات في فيزياء الفلكية التي لها طابع فلكي مثل النجوم والسدم وتشمل أيضا الغازات وكثيرا ما تقترن نماذج الكمبيوتر الموائع بالنقل الإشعاعي والجاذبية النيوتونية والفيزياء النووية  والنسبية العامة لدراسة ظواهر النشيطة مثل السوبرنوفا والنفاثات النسبية والمجرات النشطة والانفجارات أشعة ڤاما وتستخدم أيضا في نماذج هيكل النجمي وتشكيل الكواكب وتطور النجوم والمجرات والأجسام الغريبة مثل النجوم النيوترونية والنجوم النابضة والمغناطيسية والثقوب السوداء تعتبر المحاكاة الحاسوبية غالبا الوسيلة الوحيدة لدراسة الاصطدامات النجمية الاندماجات المجرة وكذلك التفاعلات المجرة والثقب الأسود

## الادوات
تحتاج الفيزياء الفلكية الحسابية إلى استخدام المكثف لتكنولوجيا الاجهزة والبرمجيات وكثيرا ما تكون هذه الانظمة معقدة ومتخصصة للغاية يتم صناعته من طرف اخصائيون لذلك تجد شعبيته عموما محدودة مقارنة بشعبيته في مجتمع الفيزياء

### الأجهزة
في الفيزياء الفلكية الحاسوبية يتم استخدام أجهزة الكمبيوتر العملاقة فائقة  ولعل أبرز هذه العمارة الحاسوبية التي بنيت خصيصا للفيزياء الفلكية هي GRAPE (أنابيب الجاذبية) في اليابان

### البرمجيات
إن العديد من الرموز ورُزم البرمجيات هي موجودة جنبا إلى جنب مع مختلف الباحثين والجمعيات تسعى للحفاظ عليها وتطويرها. تُستخدم عادة هذه الرموز في رُزم المركب n أمثلة على رموز تشمل شانڤا (ChaNGa)
اما بالنسبة للهيدروديناميكا هناك علاقة بين تلك الرموز حيث أن حركة الموائع عادة ما يكون لها تأثيرات أخرى (مثل الجاذبية أو الإشعاع) في الحالات الفلكية  على سبيل المثال بالنسبة إلى (SPH) أو (ه ج م)/المركب n  هناك GADGET
يأخذ أموس (AMUSE)نهجا مختلفا من رُزم  حيث توفر بنية وواجهة لعدد كبير من الرموز الفلكية المتاحة للعلن لمعالجة الديناميات النجمية والهيدروديناميكية والنقل الإشعاعي